# Ferry Corsten
Ferry Corsten (Rotterdam, 4 de Dezembro de 1973) é um músico e DJ de trance dos Países Baixos, considerado um dos maiores produtores de música trance e uma das maiores influências no mundo da música electrónica.
Nascido e criado na cidade de Rotterdam, onde baseia todas as operações. Ferry Corsten para além do seu trabalho a tempo-inteiro como produtor é também conhecido pelas suas músicas editadas como System F e pelo seu projecto conjunto com o DJ Tiësto de nome Gouryella.
Usou também o nome System F em algumas das suas produções e remixes. Rotineiramente, toca para dezenas de milhares de pessoas em eventos por todo o mundo. Em 2009, foi classificado em 7º lugar  pela DJ Magazine em seu Top 100 anual, caindo para 9º e 18º lugares, respectivamente, nos anos seguintes.

## Discografia

### Álbuns (originais)
- 1996 Looking Forward (como Ferr)
- 2000 Out Of The Blue (como System F)
- 2003 Together
- 2003 Right Of Way
- 2006 L.E.F.
- 2008 Twice In A Blue Moon
- 2010 Once Upon a Night
- 2012 WKND

### Singles
- 1992 Lift Up (como Zenithal)
- 1992 Hurricane (como Zenithal)
- 1992 Fragile (como Zenithal)
- 1992 The Jinx (como Zenithal)
- 1994 Underground (como Free Inside)
- 1994 Skip Da Dipp (como Free Inside)
- 1995 Never Felt (This Way) (como Free Inside)
- 1995 The Mob (como Exiter)
- 1995 Eyes In The Sky (como Exiter)
- 1995 Doddle Bug (como Exiter)
- 1995 Trezpazz (como Exiter)
- 1995 Dancing Sparks (como A Jolly Good Fellow)
- 1996 Alasca (como Zenithal)
- 1996 Famosa (como Zenithal)
- 1996 Cyberia (como Bypass)
- 1996 Lunalife (como Lunalife)
- 1996 Supernatural (como Lunalife)
- 1996 Don't Be Afraid (como Moonman)
- 1996 Galaxia (como Moonman)
- 1996 Marsfire (como Moonman)
- 1996 The Rising Sun (como Raya Shaku)
- 1996 This Record Is Being Played In Clubs, Discolounges, House- Basement- Or Blockparties (como Party Cruiser)
- 1996 Killer Beats (como A Jolly Good Fellow)
- 1996 Keep It Going (como A Jolly Good Fellow)
- 1996 My Bass (como A Jolly Good Fellow)
- 1996 Seed (como Skywalker)
- 1996 Macarony (como Skywalker)
- 1996 Intentions (como Skywalker)
- 1996 Legend (como Ferr)
- 1996 Midnight Moods (como Ferr)
- 1996 NightTime Experiences (como Ferr)
- 1996 Gimme Your Love (como The Nutter)
- 1996 Locked On Target (como The Nutter)
- 1996 Mindfuck (como The Nutter)
- 1997 Stardust (como Ferr)
- 1997 Transaction (como Ferr)
- 1997 Dreamscape (como Ferr)
- 1997 I'm Losing Control (como Pulp Victim)
- 1997 Mind Over Matter (como Pulp Victim)
- 1997 Hide and Seek (como Firmly Undaground)
- 1997 Mozaiks (como Firmly Undaground)
- 1997 Applejuice (como Exiter)
- 1997 The Lizard (como Exiter)
- 1997 Iquana (como Exiter)
- 1997 Salamander (como Exiter)
- 1997 First Light (como Moonman)
- 1997 Carpe Diem (como Kinky Toys)
- 1997 Hit 'M Hard (como Kinky Toys)
- 1997 Somewhere Out There (Aliens Are Lurking...) (como Kinky Toys)
- 1997 Dissimilation (como Kinky Toys)
- 1997 Reach For The Sky (como Albion)
- 1998 Air (como Albion)
- 1998 The World (como Pulp Victim)
- 1998 Another World (como Pulp Victim)
- 1998 Freak Waves (como Pulp Victim)
- 1998 Mindsensation (como Sidewinder)
- 1998 Hit The Honeypot (como Sidewinder)
- 2000 Dreams Last For Long (como Digital Control)
- 2001 My Dance (como Funk Einsatz)
- 2002 Punk (como Funk Einsatz)
- 2002 Pocket Damage (como Eon)
- 2002 Talk To Me (como Eon)
- 2002 Ligaya (como Gouryella)
- 2002 Punk
- 2003 Indigo
- 2003 Rock Your Body Rock
- 2004 Everything Goes
- 2004 Kyoto
- 2004 It's Time
- 2004 Right Of Way
- 2004 Sweet Sorrow
- 2004 The Love I Lost (como East West)
- 2004 The World 2004 (como Pulp Victim)
- 2005 The Midnight Sun (como Cyber F)
- 2005 Fire
- 2005 Holding On
- 2005 Sublime
- 2006 Junk
- 2006 Watch Out
- 2006 Whatever
- 2007 Beautiful
- 2007 Brain Box
- 2007 Bring The Noise Remix (vs. Public Enemy)
- 2007 Forever
- 2007 The Race
- 2008 Radio Crash

### Co-produções
- Juntamente com Robert Smit
  - Como Alter Native
    - 1995 Joy Factory
    - 1995 Tribal Apex
    - 1996 I Feel Good
    - 1996 Ass-King
    - 1996 Twister
    - 1997 The Warning
    - 1997 Amore
    - 1997 Strong To Survive

  - Como Blade Racer
    - 1996 Goldrush
    - 1996 Master Blaster Party Time
    - 1996 Turkish Bisar

  - Como Double Dutch
    - 1998 Here We Go...!

  - Como Elektrika
    - 1998 It Makes Me Move
    - 1998 Whisper

  - Como Energiya
    - 1997 Straight Kickin
    - 1997 Tomba Dance

  - Como Roef
    - 1997 Outthere

  - Como Scum
    - 1994 Intro
    - 1994 Your Gun
    - 1994 T-error
    - 1994 Simplistic Symphony

  - Como Selected Worx
    - 1998 Downforce
    - 1998 Riflebullet

  - Como Sons Of Aliens
    - 1994 Invasion Of The Intruders
    - 1994 Beyond The Realms Of Fear
    - 1994 Yurassik Cry
    - 1994 Hats Of Avalance
    - 1994 The Final Solution
    - 1994 Deeper
    - 1994 Heroes Of The Revolution
    - 1994 Free Zone (No Limits)
    - 1994 Terra.X
    - 1995 In Love With You
    - 1995 Wicked Games
    - 1995 Wagga Wagga
    - 1995 So F...ing What!

  - Como Starparty
    - 1997 I'm In Love
- Juntamente com Peter Nijborn
  - Como Discodroids
    - 1996 The Show
    - 1996 Interspace
    - 1998 Energy
    - 1998 Bob 'Till Ya Drop
- Juntamente com Marco Benassi (a.k.a. Benny Benassi)
  - Como FB
    - 2005 Who's Knockin?
- Juntamente com Nick Kazemian
  - Como Fernick
    - 1996 What Would You Like Me To Do
    - 1998 Haus
- Juntamente com Tiësto
  - Como Vimana
    - 1999 We Came
    - 1999 Dreamtime

  - Como Gouryella'
    - 1999 Gouryella
    - 1999 Gorella
    - 1999 Walhalla
    - 1999 In Walhalla
    - 2000 Tenshi
- Juntamente com Piet Bervoets
  - Como Mind To Mind
    - 1997 Music Is My Life
    - 1997 Rude Entry

  - Como Nixieland
    - 1998 All I Need, All I Want

  - Como Penetrator
    - 1997 Love Entry
    - 1997 Eternal Touch

  - Como Riptide
    - 1997 You Are The One
    - 1997 Going Back
    - 1997 Dope
    - 1997 Click
- Juntamente com Lucien Foort e Ron Matser
  - Como Project Aurora
    - 1999 Sinners
    - 1999 Sincapellas
- Juntamente com Robert Smit e René de Ruyter
  - Como S.O.A.
    - 1993 Schollevaar Feelings
- Juntamente com Andre Van Den Bosch
  - Como Soundcheck
    - 1999 Minddrive
    - 1999 Funck Battery
- Juntamente com Robert Smit, John Matze e René de Ruijter
  - Como Spirit Of Adventure
    - 1991 Keep It Rockin'
    - 1991 Total Distortion
    - 1991 Growing Knowledge
    - 1991 L'Hysterie

  - Como The Tellurians
    - 1992 Navigator
    - 1992 Memento Mori
    - 1992 Gainy Days
    - 1992 Art (Core)
    - 1996 Nightflight
- Juntamente com Vincent De Moor
  - Como Veracocha
    - 1999 Carte Blanche
    - 1999 Drafting
- Juntamente com Ayumi Hamasaki
  - Como Ferry Corsten
    - 2003 Connected